# Sloveens basketbalteam (mannen)
Het Sloveens nationaal basketbalteam is een team van basketballers dat Slovenië vertegenwoordigt in internationale wedstrijden. Košarkaška zveza Slovenije (de basketbalbond van Slovenië) is verantwoordelijk voor het nationale team, dat zich in 1991, na het uiteenvallen van Joegoslavië, inschreef bij de FIBA. Het land heeft in totaal meegedaan aan twee Wereldkampioenschappen basketbal en aan acht edities van de Eurobasket. Hun beste prestatie werd behaald in 2017 tijdens Eurobasket 2017. Het Sloveens basketbalteam werd destijds kampioen van Europa.

## Slovenië tijdens internationale toernooien

### Wereldkampioenschap
- WK basketbal 2006: 13e
- WK basketbal 2010: 8e

### Eurobasket
- Eurobasket 1993: 15e
- Eurobasket 1995: 9e
- Eurobasket 1997: 14e
- Eurobasket 1999: 10e
- Eurobasket 2001: 13e
- Eurobasket 2003: 9e
- Eurobasket 2005: 6e
- Eurobasket 2007: 7e
- Eurobasket 2017: 1e